# Pentoziltransferaza
Pentoziltransferaze su tip glikoziltransferaza koje katalizuju transfer pentoza.
Primeri enzima ove klase su:
- adenin fosforiboziltransferaza[1]
- hipoksantin fosforiboziltransferaza[2][3]
- Pertuzijski toksin
- poli ADP ribozna polimeraza

Oni se klasifikuju pod EC brojem 2.4.2.

## Spoljašnje veze
- Pentosyltransferases на 